# Курляндська колонізація Америки

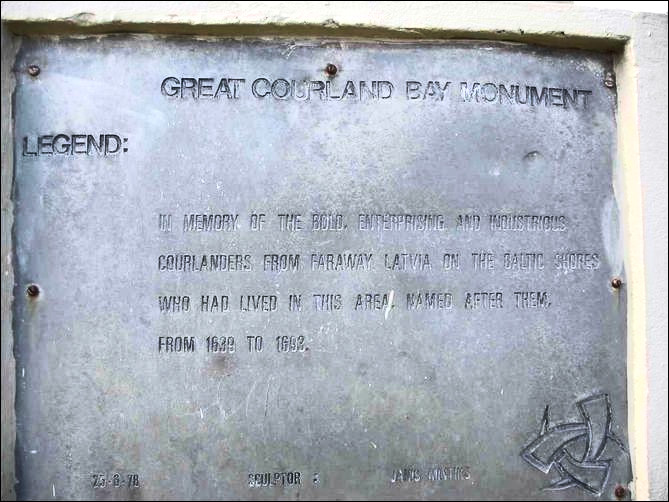
Монумент на узбережжі Великої Курляндської затоки

Герцогство Курляндії і Семигалії було найменшою державою, яка колонізовувала Америку. Курляндська колонія на острові Тобаго існувала впродовж 1654–1659 років і згодом впродовж 1660–1689 років.
Нині на острові Тобаго місце оселення позначає монумент біля Великої Курляндської затоки.

## Передісторія колонізації
Курляндія стала герцогством 1561 року як васал Великого князівства Литовського (з 1569 року — Речі Посполитої) на території сучасної Латвії. Її населення становило близько 200 тис. осіб. Правлячий клас та купецтво складалося переважно з балтійських німців, більшістю населення були латиські селяни.
За часів правління герцога Якоба Кетлера держава досягла піку процвітання. Під час подорожей Західною Європою Якоб став завзятим прихильником меркантилістських ідей, завдяки чому значний розвиток отримали металообробка і кораблебудування. Торгові відносини було встановлено з ближніми країнами як Річ Посполита, Московське царство, Прусське герцогство, а також з Великою Британією, Францією, Нідерландами, Португалією та іншими. Якоб навіть намагався розпочати торгівлю з Персією. За кордон Якоб вивозив інструменти, мушкети, порох, гармати, волокна конопель, зерно, вугілля, дьоготь і навіть вино, яке, хоча й небагато, виготовляли в містечку Сабіле. Продаж цих товарів приносив Якобу величезні доходи, він став багатшим від усіх герцогів Європи того часу. Завозив Якоб тільки сіль, залізо, золото і прянощі. Кетлер створив один із найбільших торгових флотів у Європі. Основні порти розташовувались у містах Вентспілс та Лієпая. Торговий флот Курляндії спочатку, згідно з укладеним в Амстердамі договором, перебував під захистом нідерландського флоту. Але згодом нідерландці відмовились його захищати, оскільки Курляндія стала державою, що конкурувала з Нідерландами. Король Данії Фредерік III як компенсацію за збитки курляндським кораблям і товару, що перебували у Копенгагені, надав герцогству Якоба привілей на торгівлю сіллю в Данії та Норвегії. Тоді ж Якоб орендував у данського короля копальні заліза Норвегії.

## Початок колонізації
Кораблі герцогства робили перші спроби торгових подорожей до Вест-Індії приблизно з 1637 року, коли курляндський корабель спробував заснувати колонію Тобаго з 212 поселенцями. Попереднє європейське поселення, нідерландську колонію, за п'ять місяців до того знищили іспанці. Перша курляндська спроба виявилась невдалою, як і друга 1639 року.
1642 року два кораблі з 300 поселенцями теж намагались заснувати поселення на північному березі біля Курляндської затоки. Ці невдачі примусили герцогство перенести свої зусилля в іншу частину світу, і 1651 року в Африці була заснована перша успішна колонія, на острові Джеймс (Гамбія), де заснували форт Якоб.
У листопаді 1653 року з Вентспілса до острова Тобаго відплив корабель «Das Wappen der Herzogin von Kurland», а прибув до місця призначення 20 травня 1654 року. На борту корабля були 25 офіцерів, 124 солдати і 80 сімей колоністів (зокрема латиських селян і ремісників, яким герцог Якоб пообіцяв свободу) для заселення Тобаго. Капітан Віллем Молленс оголосив острів «Новою Курляндією». Форт, заснований на південному заході острова, назвали Форт-Якоб, а місто, що його оточувало, назвали Якобштадтом (місто Якоба). Навколишній місцевості дали курляндські назви: Велика курляндська затока, затока Якоба, Нова Мітава, затока Лібау, Мала Курляндська затока. За перший рік існування колонії поселенцям збудували лютеранську церкву. Для розвитку колонії Якоб наказав створити на Тобаго плантації цукрової тростини, тютюну і кави.
Через п'ять місяців на острові заснували другу нідерландську колонію, яка незабаром значно перевищила курляндську за кількістю населення. Курляндських колоністів, після приєднання 120 нових, 1657 року було 600 осіб, а в нідерландській колонії наступного року разом з 500 французів було 1200 осіб. Експорт в Європу включав цукор, тютюн, каву, бавовну, імбир, індиго, ром, какао, панцири черепах, тропічних птахів тощо.

## Занепад
Курляндське герцогство перебувало у сфері інтересів Швеції і Польщі. 1655 року шведська армія увійшла на територію герцогства і розпочалась Північна війна 1655—1660 років. У 1658–1660 роках герцог Якоб перебував у шведському полоні. За цей час колонію з торговими кораблями захопили численніші нідерландські колоністи. Нідерландські поселенці оточили Форт Якоб і примусили курляндського губернатора Хуберта де Беверина здатись. Курляндія офіційно поступилася Новою Курляндією 11 грудня 1659 року. Те ж саме сталось і з курляндською колонією у Гвінеї, де нідерландський флот з другої спроби після тривалої облоги заволодів Форт-Якобом і полонив губернатора Отто фон Штиля. Війна закінчилась Оливською угодою (підписана біля Гданська) 1660 року, на основі якої Тобаго повернули Курляндії.
Поселенці покинули Тобаго 1666 року, можливо, після нападу піратів. 1668 року курляндський корабель спробував знову зайняти Форт-Якоб, але його зупинили нідерландці. Тобаго повернули лише ненадовго в кінці правління Якоба 1680 року, коли спробували знову заснувати колонію. Якоб почав відновлювати флот і факторії, але герцогство вже ніколи більше не досягало попереднього процвітання. З березня 1686 до травня 1690 року острів був покинутий. А згодом після того, як острів продали, курляндці остаточно залишили Тобаго, хоча губернаторів продовжували призначати до 1795 року.

## Губернатори Нової Курляндії (Тобаго)
| 1642—1643 | Едвард Маршал     |
| 1643—1650 | Корнеліус Карун   |
| 1654—165? | Адріен Лампсіус   |
| 1656—1659 | Губерт де Беверен |
| 1660—1689 | ?                 |